# Holyhead
Koordinaten: 53° 19′ N, 4° 38′ W
Holyhead [ˈhɒlihɛd] (walisisch Caergybi [kɑːɨrˈɡəbi], „die Feste von St. Cybi“) ist eine kleine Stadt und Community in der britischen Grafschaft Anglesey vor der walisischen Küste.

## Lage
Obwohl Holyhead mit 11.237 Einwohnern (Zensus 2001) die größte Stadt des Countys ist, ist es nicht die Hauptstadt des Gebiets. Die Stadt liegt auch nicht auf der Insel Anglesey, von der sich der Name der Grafschaft ableitet, sondern auf Holy Island (Ynys Gybi), einer Insel, die mit Anglesey über die Four Mile Bridge und das Stanley Embankment verbunden ist.

## Geschichte

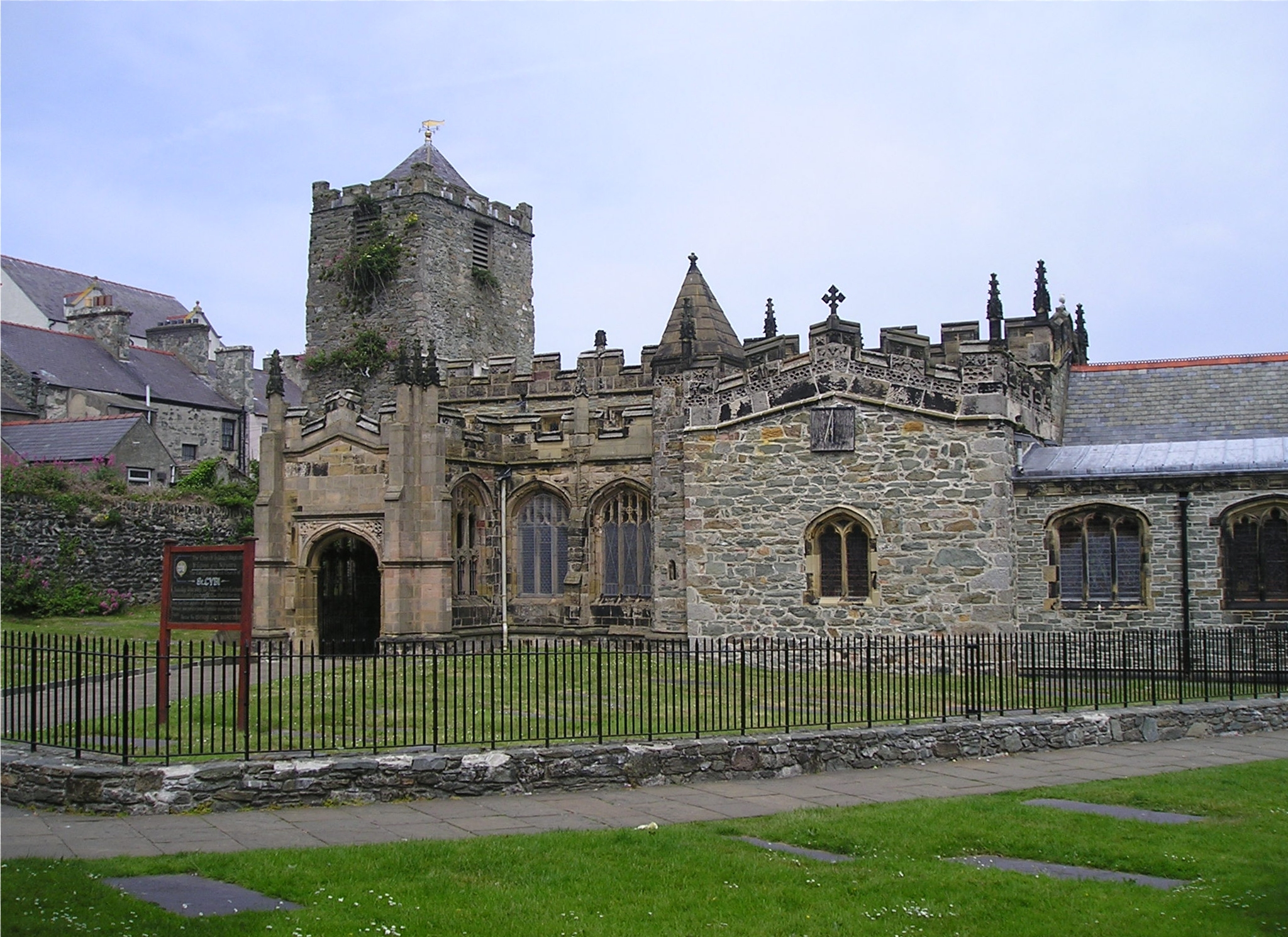
Die Kirche St. Cybi in Holyhead

Das Zentrum der Stadt ist um die heute anglikanische Kirche St. Cybi (Eglwys Cybi Sant) herumgebaut, welche innerhalb einer römischen Festung aus dem 4. Jahrhundert liegt. Im Gegensatz zu den meisten anderen Festungen aus dieser Zeit besteht diese lediglich aus drei Mauern, die vierte Seite wurde durch die See geschützt. Es gibt allerdings Belege dafür, dass es in dieser Gegend auch schon prähistorische Siedlungen gegeben hat.

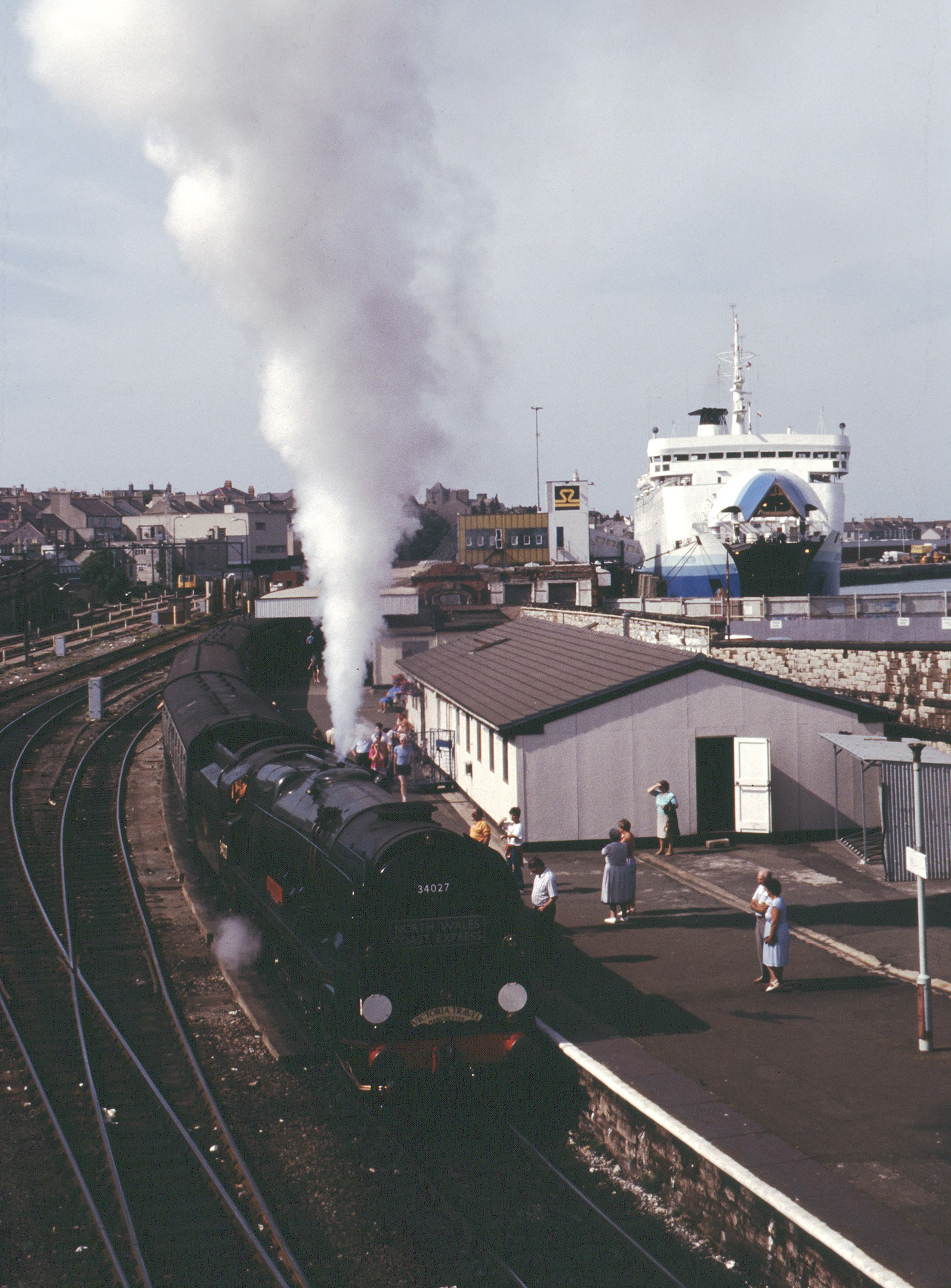
Hafen und westlicher Bahnhofsteil, 1989

Auch als Hafen hat Holyhead eine lange Geschichte. Es gibt Belege dafür, dass Menschen schon seit über 4000 Jahren zwischen Holyhead und Irland segelten. Eine besonders starke Bedeutung als Hafen kam dem Ort dann zu Beginn des 19. Jahrhunderts zu, als Thomas Telford die Poststraße von Holyhead nach London anlegte, über die dann die Post von und nach Dublin transportiert wurde. Durch den Bau der Bahnlinie von London nach Liverpool verlor Holyhead diese Funktion 1839 allerdings vorläufig an den Hafen von Liverpool, konnte sie allerdings 1850 nach Fertigstellung des Chester and Holyhead Railways und des Bahnhofs von Holyhead wiedergewinnen. Auf die „Paddies“, Auswanderer aus Irland, für die Holyhead häufig Durchgangsstation bei der Auswanderung war, bezieht sich auch der Name der ursprünglichen Irish-Folk-Band Paddy Goes to Holyhead.
Die Bedeutung der Stadt erreichte, ebenfalls im 19. Jahrhundert, ihren Höhepunkt, als hier ein Wellenbrecher gebaut wurde, um Schiffen, die auf ihrem Weg nach Liverpool oder Lancashire in stürmische See geraten waren, einen sicheren Hafen bieten zu können.

## Wirtschaft und Verkehr
Heute hat für die Wirtschaft Holyheads die Aluminium-Industrie eine große Bedeutung. So befindet sich eine große Aluminiumhütte am Rande der Stadt und in der Nähe eine Anlage zur Verarbeitung von Bauxit. Im Hafen werden die Rohstoffe für diese Produktion aus Jamaika und Australien angeliefert und über ein unterirdisches Transportsystem zu den Werken geliefert.
Bekannt ist die Ortschaft als Endpunkt von Schiene und Straße und als Hafen für die Fähren der Stena Line und der Irish Ferries nach Dublin in Irland. Die Überfahrt nach Dublin dauert rund drei Stunden (mit Schnellfähre: etwa zwei Stunden). 85 % der irischen Warenexporte liefen über die schnelle Transitstrecke (10,5 Stunden) Dublin–Holyhead/Dover–Calais ab. Durch den Brexit hat sich die Situation für den Hafen deutlich verschlechtert.
Die Eisenbahnstrecke der North Wales Coast Line verbindet Holyhead mit Crewe an der West Coast Main Line und stellt so die Verbindung nach London bzw. Glasgow und Edinburgh  her.

## Natur und Tourismus

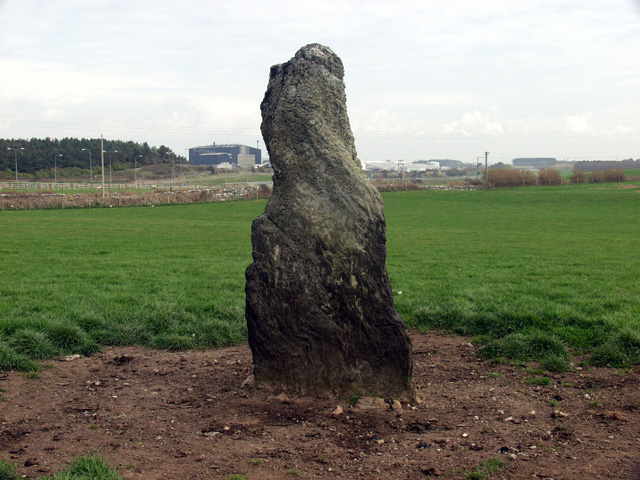
Ty Mawr

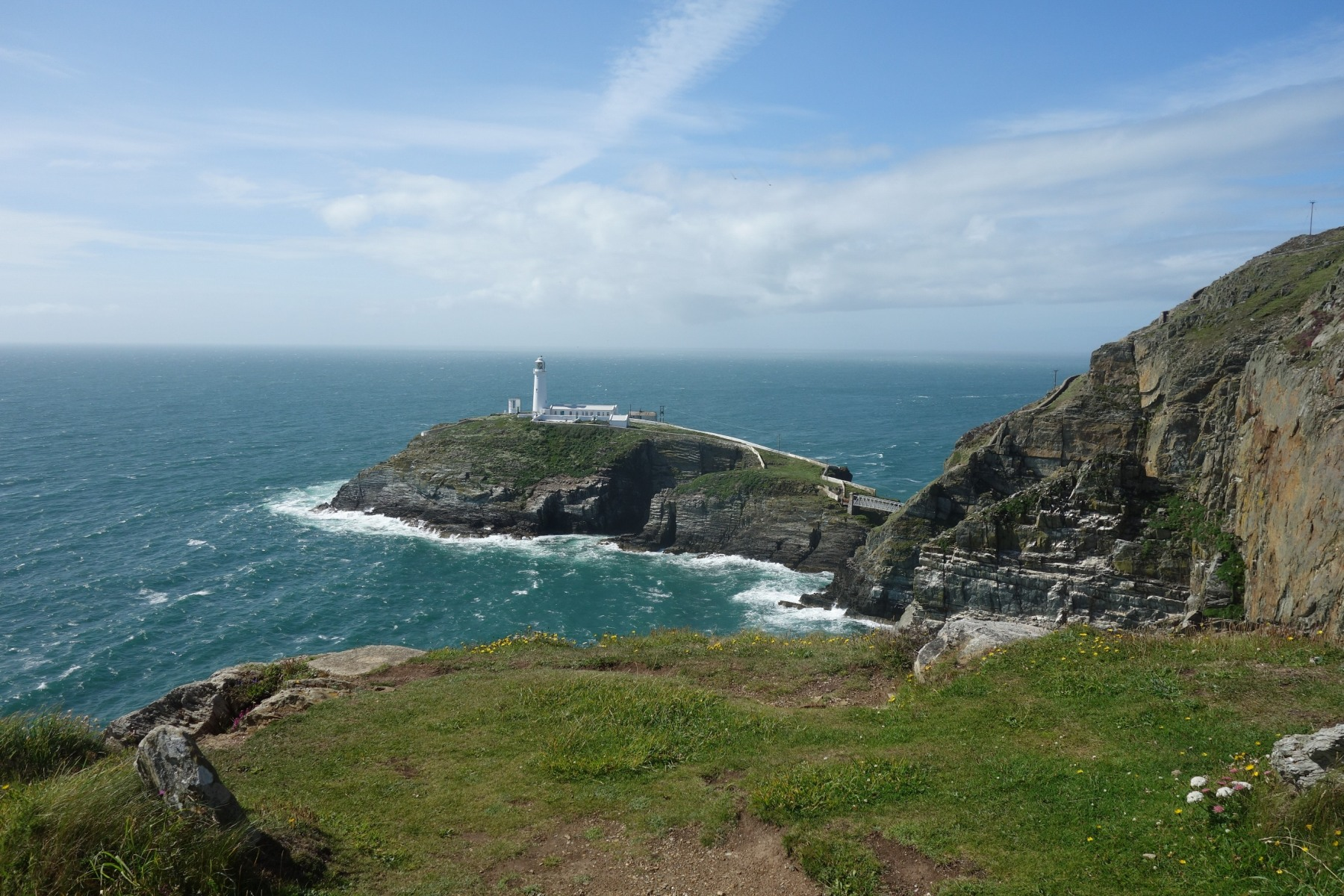
Der Leuchtturm von South Stack

An der Landspitze, dem South Stack, etwa fünf Kilometer westlich des Stadtzentrums, ist Wales Irland am nächsten. Hier steht der Menhir Ty Mawr und liegen die Hütten der Holyhead-Mountain-Gruppe.
Die von vielen Seevögelkolonien bevölkerte Landspitze beherbergt auch einen Beobachtungsposten der britischen RSPB (Royal Society for the Protections of Birds) zusammen mit dem öffentlich zugänglichen Beobachtungsturm Ellins Tower. Einige hundert Wegmeter weiter nördlich kommt der 1809 errichtete Leuchtturm in den Blick. An der Küstenstraße von der Landspitze zum sechs Kilometer südlich gelegenen Ort Trearddur liegen mehrere natürliche Badebuchten mit Sandstränden zwischen den Klippen.

## Persönlichkeiten
- Francis Dodd (1874–1949), Maler, Zeichner und Radierer
- Dawn French (* 1957), Schauspielerin und Komikerin

## Trivia
Der Ortsname ist im deutschen Sprachraum auch bekannt durch die Folk-Rock-Band Paddy Goes to Holyhead.
In den Harry-Potter-Romanen heißt eine Quidditch-Mannschaft Holyhead Harpies.
Ein LPG-Tanker der dänischen Firma Maersk trägt den Schiffsnamen Holyhead.